# Гимнастёрка

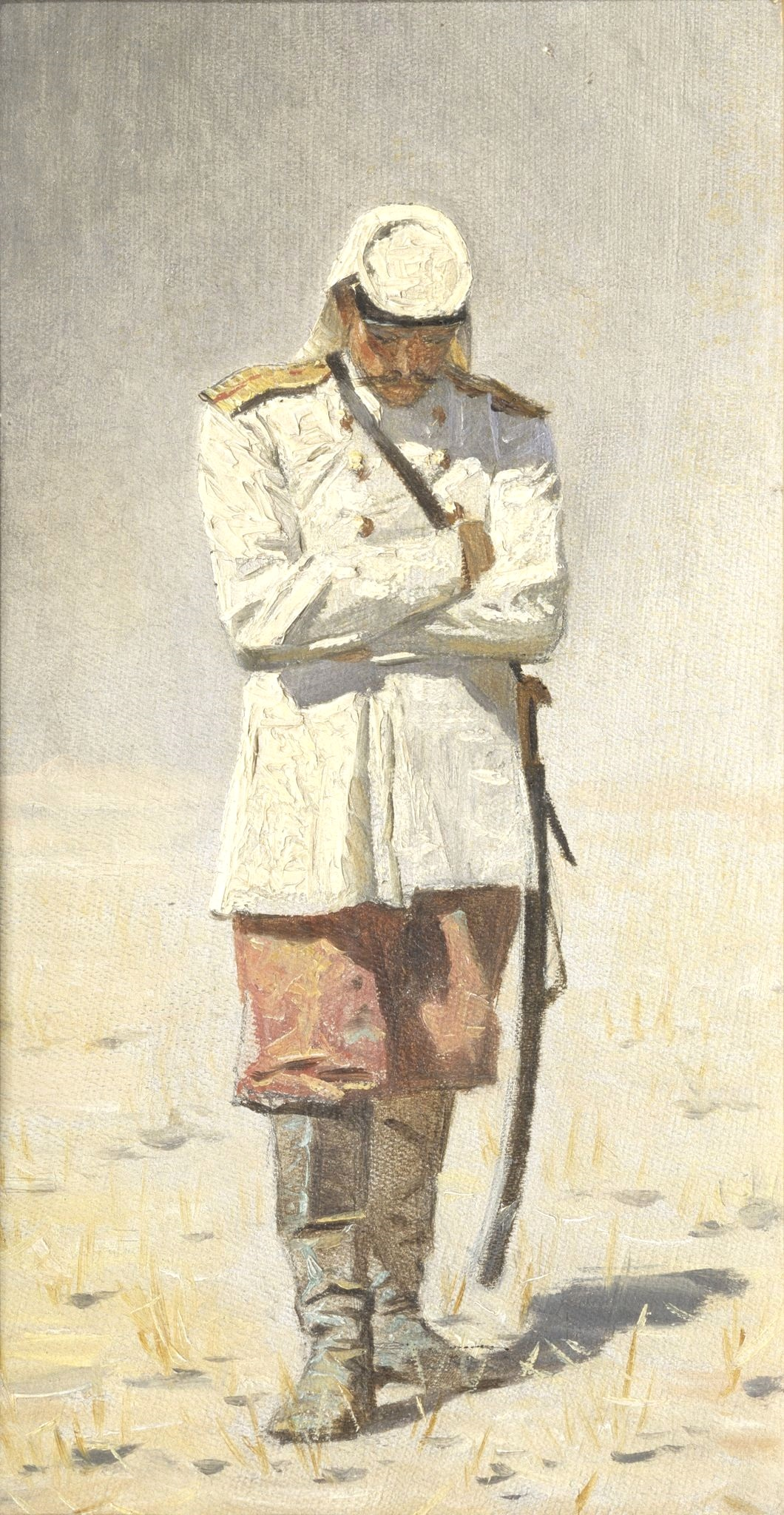
Верещагин В. В. Офицер в кителе, ТуркВО

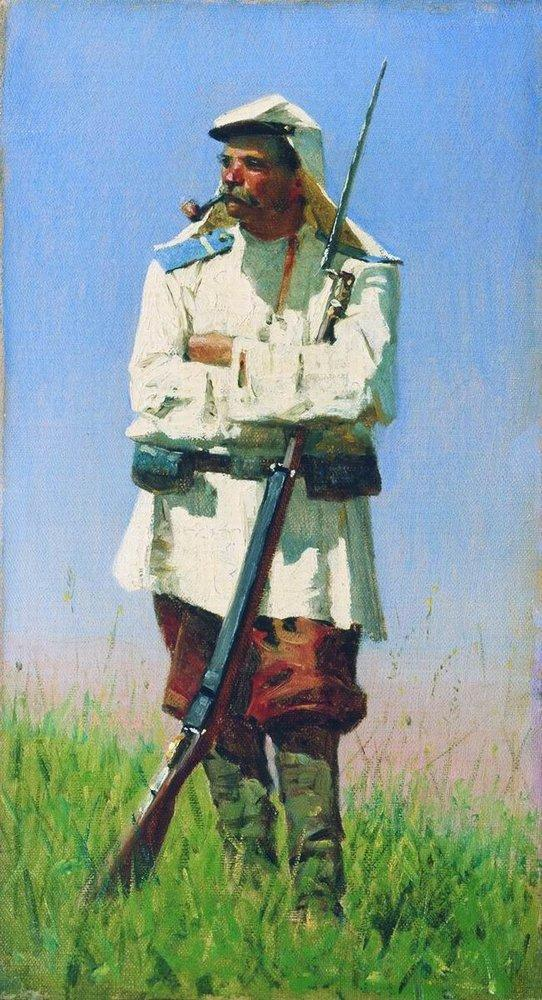
Верещагин В. В. Ефрейтор Туркестанских линейных батальонов Русской армии в гимнастёрке и в красных шароварах

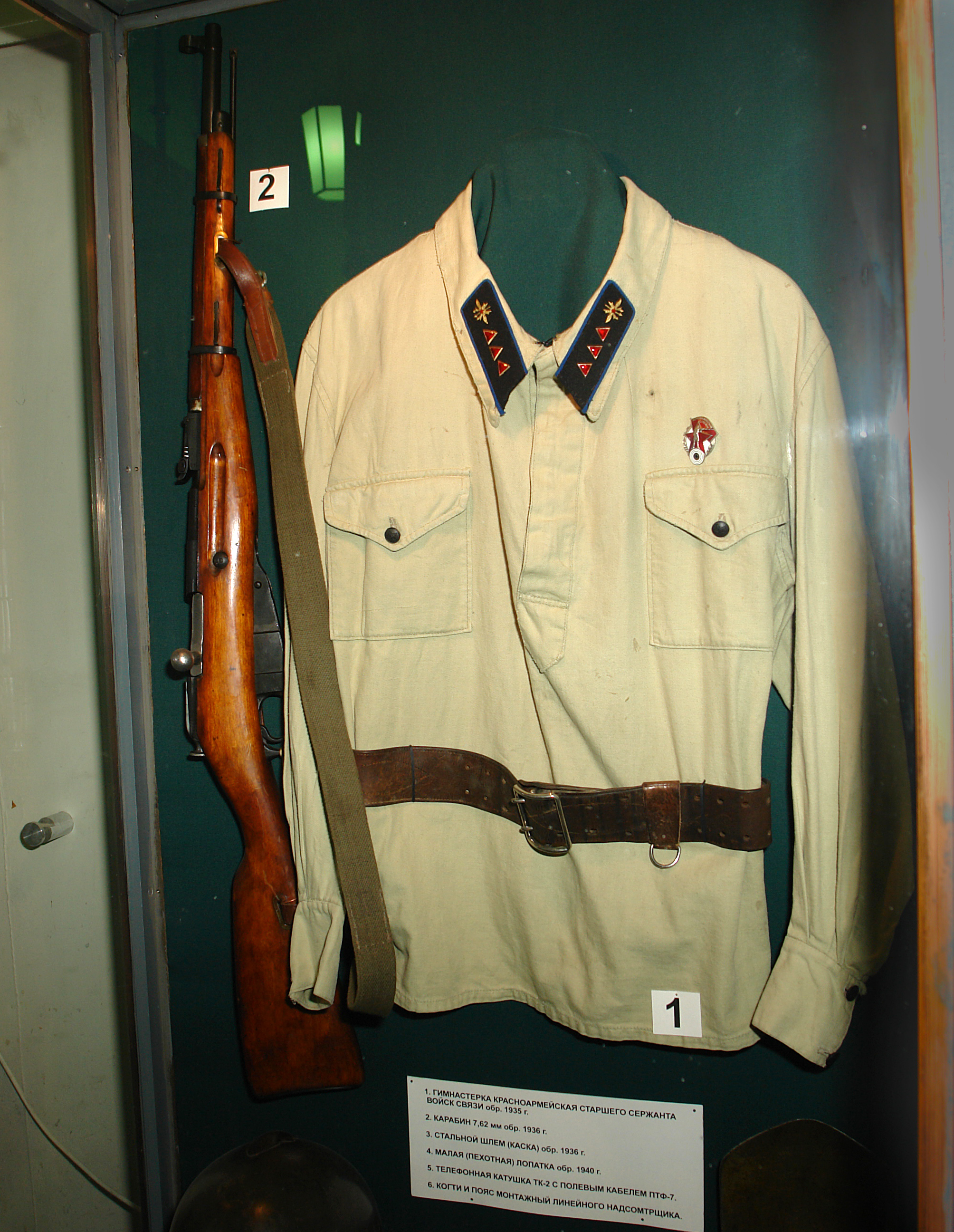
Гимнастёрка сержанта Красной армии войск связи, образца 1935 года

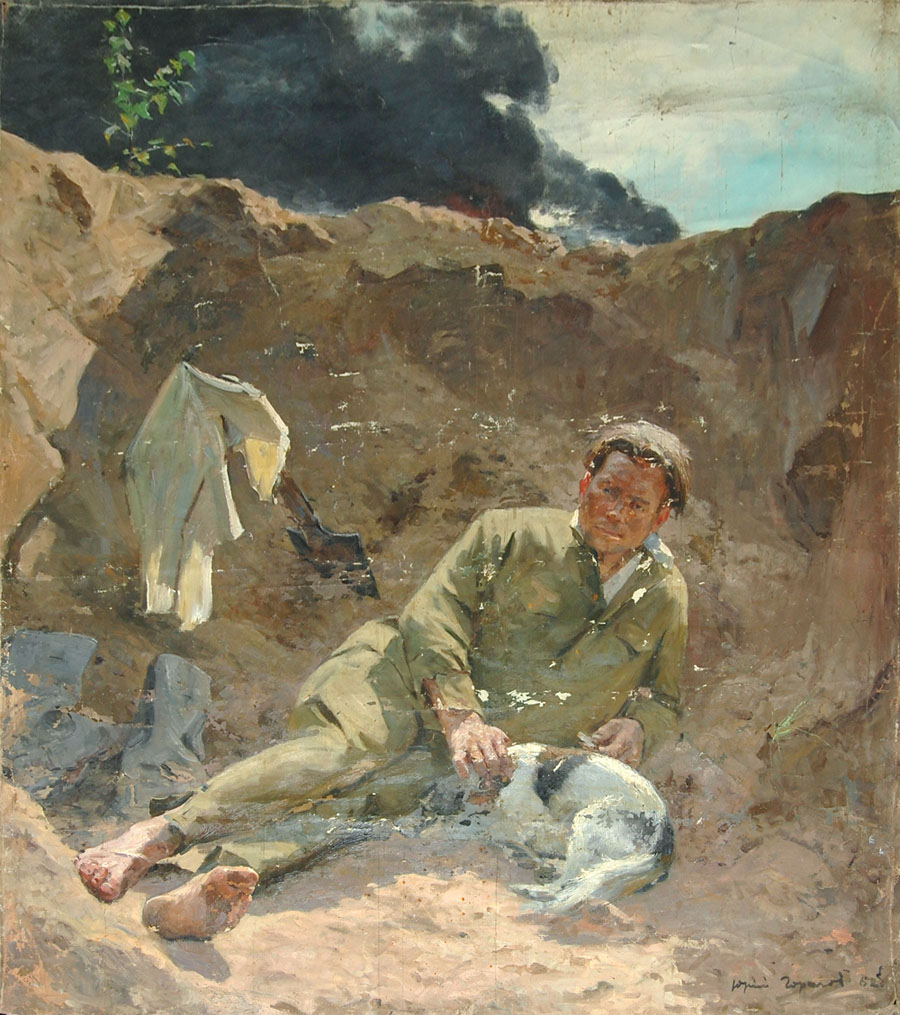
Рядовой солдат в гимнастерке и галифе на картине художника Юрия Горелова «Хотят ли русские войны?», 1962 год

Постер фильма «Гимнастёрка и фрак»

Гимнастёрка (до Октябрьской революции 1917 года эта часть формы одежды военнослужащих также называлась «Гимнастическая рубаха») — плотная тканевая удлиненная рубашка, которую носили с ремнём или поясом, элемент гражданской, ведомственной и форменной одежды, распространённый в России и в СССР до конца 60-х годов XX века.

## История
Название «гимнастёрка» происходит от названия «гимнастическая рубаха», рубахи для личного состава русской армии (РИА) для занятий гимнастикой, введённой в 1862 году, по другим данным, впервые встречается в приказе военного министра от 18 июня 1860 года, которым для генералов и офицеров РИА вводился белый полотняный китель по образцу уже существовавшего в кавалерии.
В приказе по военному ведомству № 149 от 26 апреля 1869 года для всех чинов войск Туркестанского военного округа (ТуркВО) вооружённых сил России вводились белые гимнастические рубахи в качестве элемента летней походной формы одежды военнослужащих России. Данные рубахи предписывалось носить с пристежными мундирными погонами образца 1868 года.
Гимнастёрка получила широкое распространение в России благодаря хорошим эксплуатационным качествам, простоте конструкции и подгонки, дешевизне изготовления и удобству в носке. Гимнастерки упоминает Михаил Шолохов в романе Тихий Дон в качестве форменной одежды донских казаков в Первую мировую войну.
Использовалась в РККА и Советской армии до 1 января 1972 года в качестве элементов военной формы. Позднее применялась для обмундирования призванных на военные сборы военнообязанных (так называемых «партизан») и в качестве подменной рабочей формы одежды военнослужащих. В настоящее время применяется в некоторых дисциплинарных частях.

Именно в туркестанских батальонах русской армии <1870-е гг.> впервые появилась гимнастёрка как вид полевой, повседневной и даже парадной формы одежды. Прообразом форменной гимнастерки послужила солдатская рубаха для гимнастических и физических упражнений.— От солдатика до генерала. Из истории русской армии
В ВС СССР отказались от гимнастёрок в пользу хлопчатобумажных (х/б) и полушерстяных (п/ш) закрытых кителей и курток в связи с тем, что затруднено оказание медицинской помощи при ранениях, травмах и при радиационных и химических заражениях, так как снять её значительно труднее, чем куртку.
На сегодняшний день видоизмененная гимнастёрка используется в МВД России в комплекте полевой полицейской формы. Главное отличие от традиционной гимнастерки в том, что ворот застёгивается на молнию, а не на пуговицы.

## Типы
- гражданский образец[1]
- военный (форменный) образец[1]
  - для рядового и сержантского состава
  - начальствующего (офицерского, генералов) состава
  - по родам войск (цвет)
  - по климату (для жарких районов[1])
- ведомственный образец[1]
- национальный образец[1]

Варианты, по материалу: зимняя и летняя. По способу маркировки, упаковки, транспортирования и хранения гимнастёрки относились к группе мужских костюмов.

## Гимнастёркадля командного и начальствующего состава РККА
Введена приказом Народного комиссара обороны СССР № 176 от 3 декабря 1935 года.
Текст приказа (орфография сохранена)

Воротник гимнастёрки стояче-отложной с застежкой на два крючка и петли. На воротнике нашиты петлицы по роду войск.

Передний разрез гимнастёрки прикрыт планкой и имеет потайную застёжку на гульфике — на три пуговицы. Низ планки заканчивается мыском и пристрочен поперечными строчками. На груди два накладных кармана с трехмысковыми клапанами, с застёжкой на одну форменную пуговицу.

Рукава — двухшовные, с двумя складками внизу, с разрезными обшлагами-манжетами, с застежкой на две форменные пуговицы.

На воротнике и обшлагах гимнастерка имеет кант.

Цвет канта — по роду войск, как на френче.
Гимнастёрки для авто-бронетанковых войск — стального цвета и для военно-воздушных сил — тёмно-синего цвета отменены приказом Народного комиссара обороны СССР № 005 от 1 февраля 1941 года.
Переход на новые виды обмундирования начать с 1 октября 1941 года и полностью закончить к концу 1942 года. Выдачу вновь вводимых на снабжение предметов обмундирования производить по истечении сроков носки предметов старой формы.
Для всех остальных отменены приказом Народного комиссара обороны СССР № 25 от 15 января 1943 года.

Всему составу Красной Армии перейти на новые знаки различия — погоны в период с 1 по 15 февраля 1943 года. Разрешить донашивание существующей формы одежды с новыми знаками различия впредь до очередной выдачи обмундирования согласно действующих сроков и норм снабжения

## Гимнастёрки(обр. 1943)
Введены приказом Народного комиссара обороны СССР № 25 от 15 января 1943 года.

Гимнастерки существующего образца со следующими изменениями:

Воротники гимнастерок всех образцов взамен отложных — стоячие, мягкие застегивающиеся сквозными петлями спереди на две форменные пуговицы малого размера.

Верхняя планка располагается посредине и застегивается на три форменные пуговицы малого размера сквозными петлями.

На плечи пристегиваются погоны установленного образца.

Нарукавные знаки у гимнастерок отменяются.

Гимнастерки начальствующего состава взамен накладных карманов имеют прорезные (внутренние) карманы прикрытые клапанами.

Гимнастерки для рядового и сержантского состава — без карманов.
5 августа 1944 года нагрудные прорезные карманы введены на гимнастерках женщин рядового и сержантского состава.

16 сентября 1944 года сержантам и красноармейцам также было официально позволено иметь нагрудные прорезные карманы, но лишь в случае получения негодного к носке офицерского обмундирования после приведения его в порядок НКО СССР от 15.01.1943 № 25 (недоступная ссылка).
В Советской Армии ВС СССР гимнастерка была упразднена приказом Министра обороны СССР от 26 июля 1969 года «О введении в действие Правил ношения военной формы одежды военнослужащими Советской Армии и Военно-Морского Флота», однако применялась вплоть до 1 января 1972 года, когда ношение униформы прежнего образца было запрещено.

## Галерея

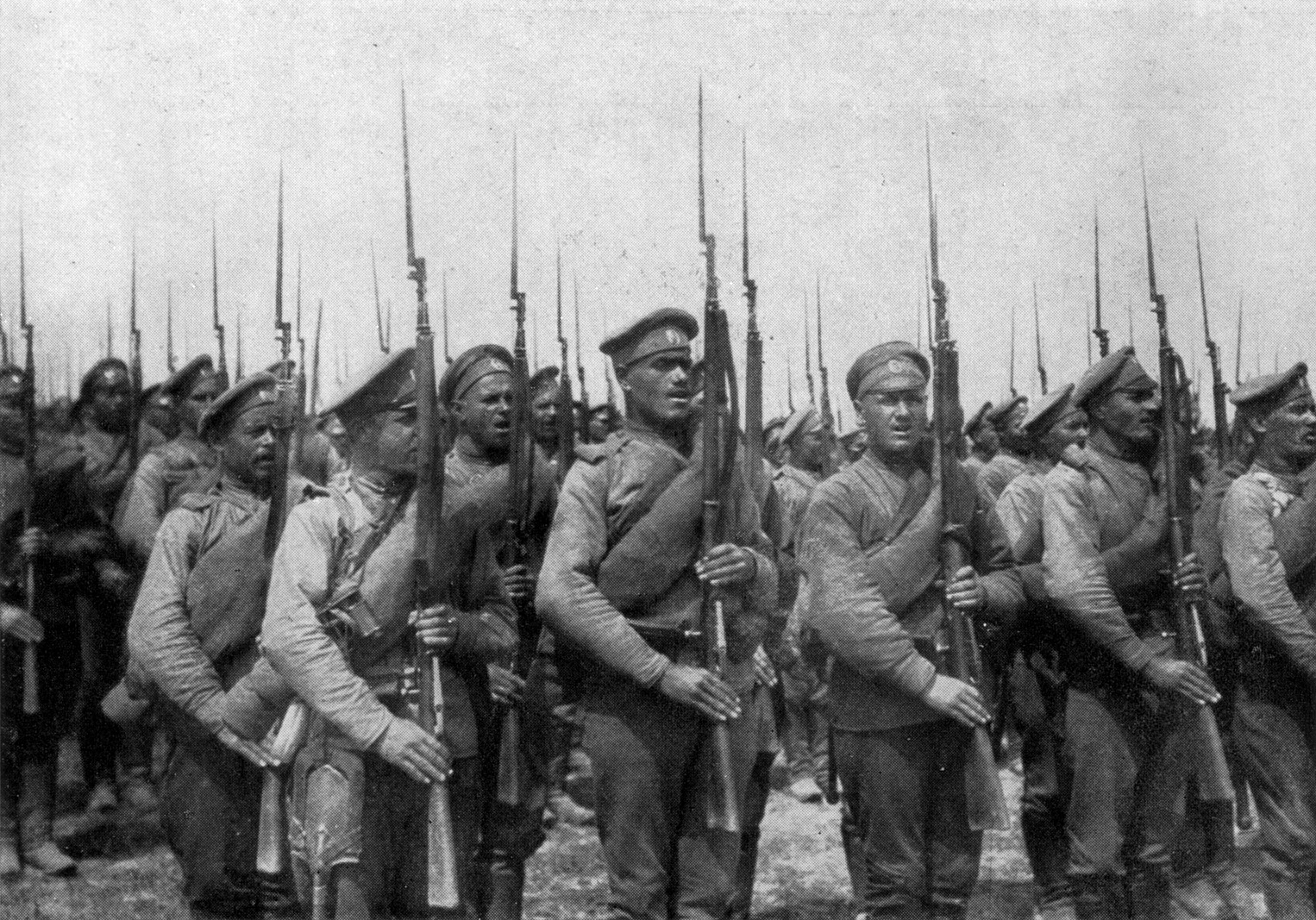
Русская пехота в строю, на переднем плане у правофлангового солдата — МПЛ-50
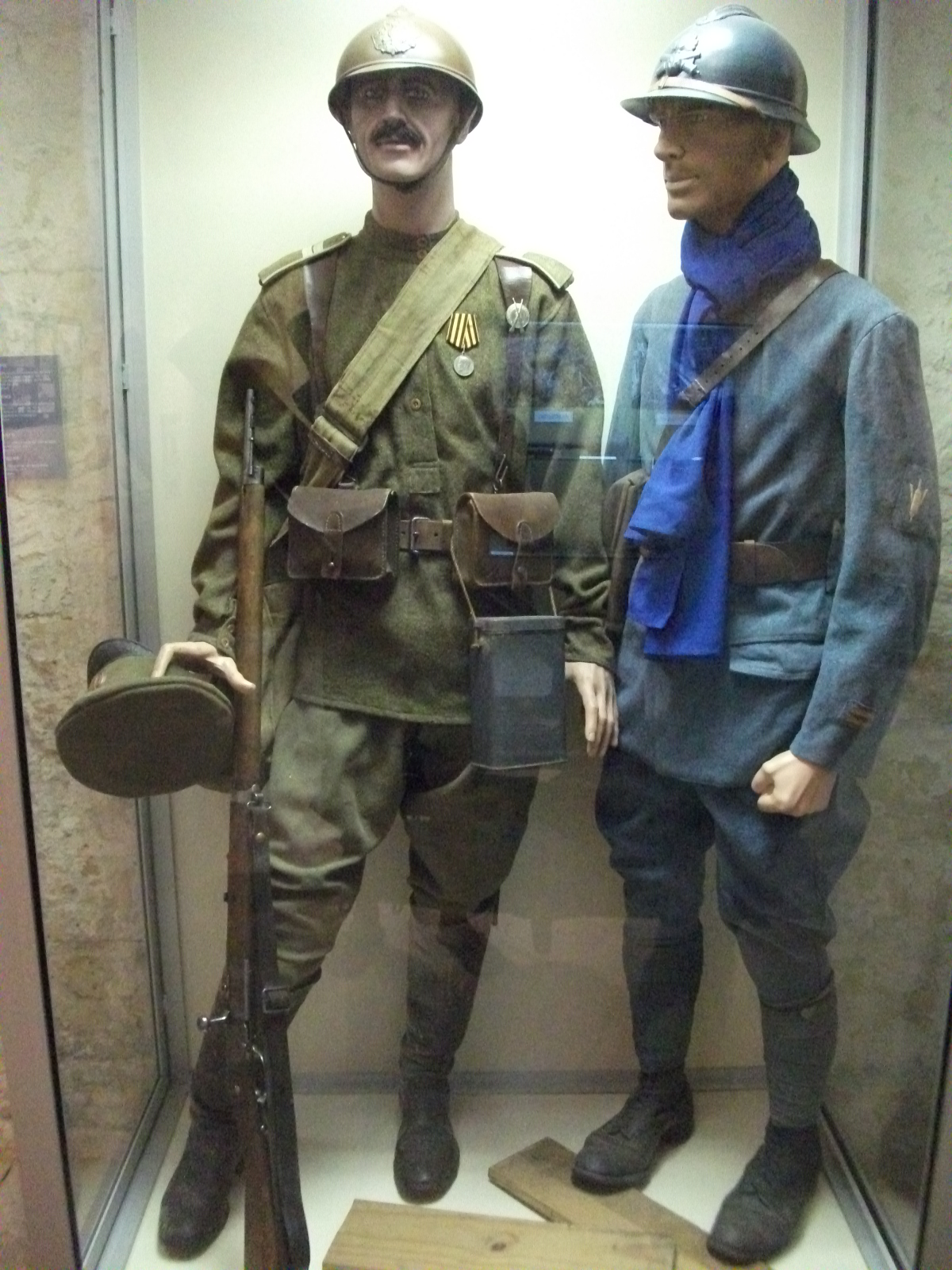
Гимнастёрка унтер-офицера (младшего сержанта)  РИА и форма одежды французского военнослужащего
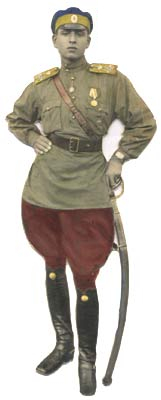
Корнет А. Стацевич в  гимнастёрке, 4-й Мариупольский гусарский полк, 1923 год, Югославия, Архив автора
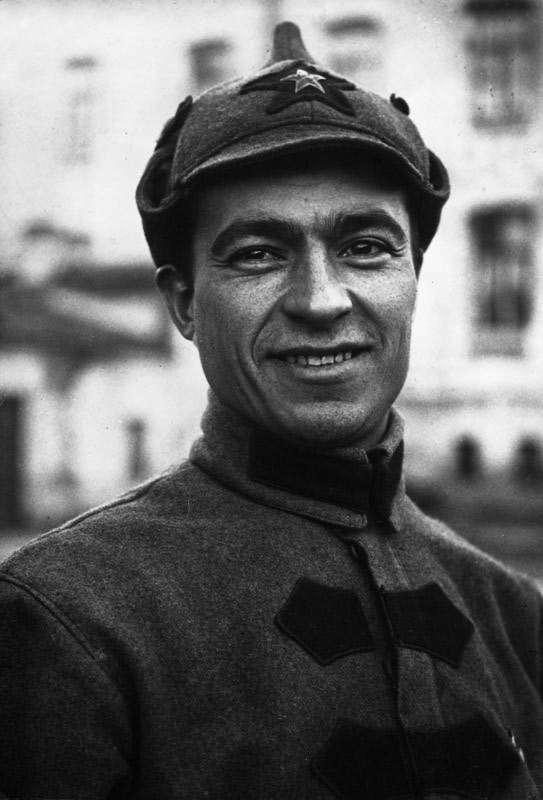
Гимнастёрка военнослужащего РККА 1922—1924 года
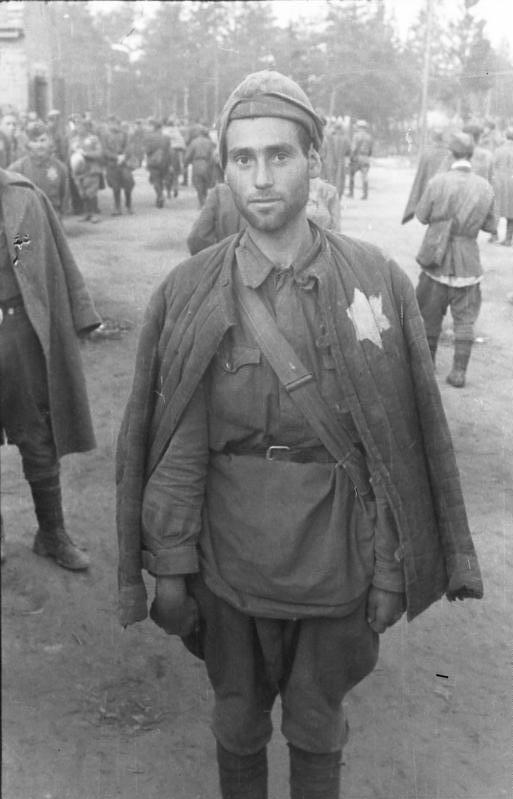
Гимнастёрка на пленном еврее-военнослужащем РККА, 1941 год
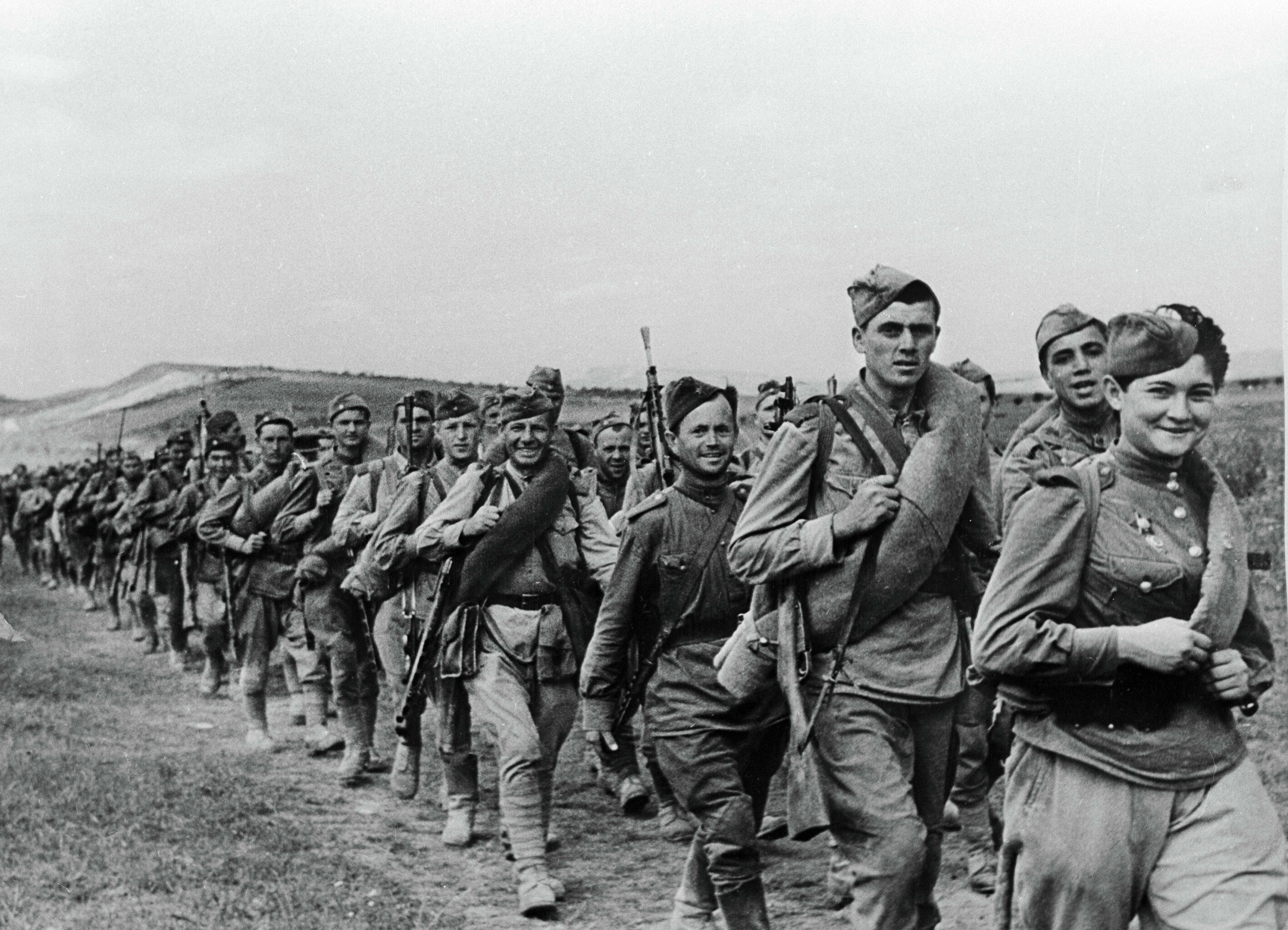
Пехота РККА на  марше, 1 сентября 1943 года
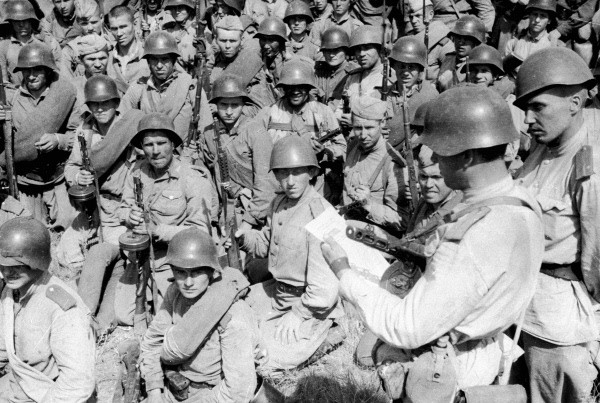
Пехота РККА, «Перед началом наступления». Солдаты читают боевой листок перед началом наступления, 3 сентября 1943 года. При наличии на всех солдатах недавно введённых погон, у некоторых устаревшие каски СШ-36
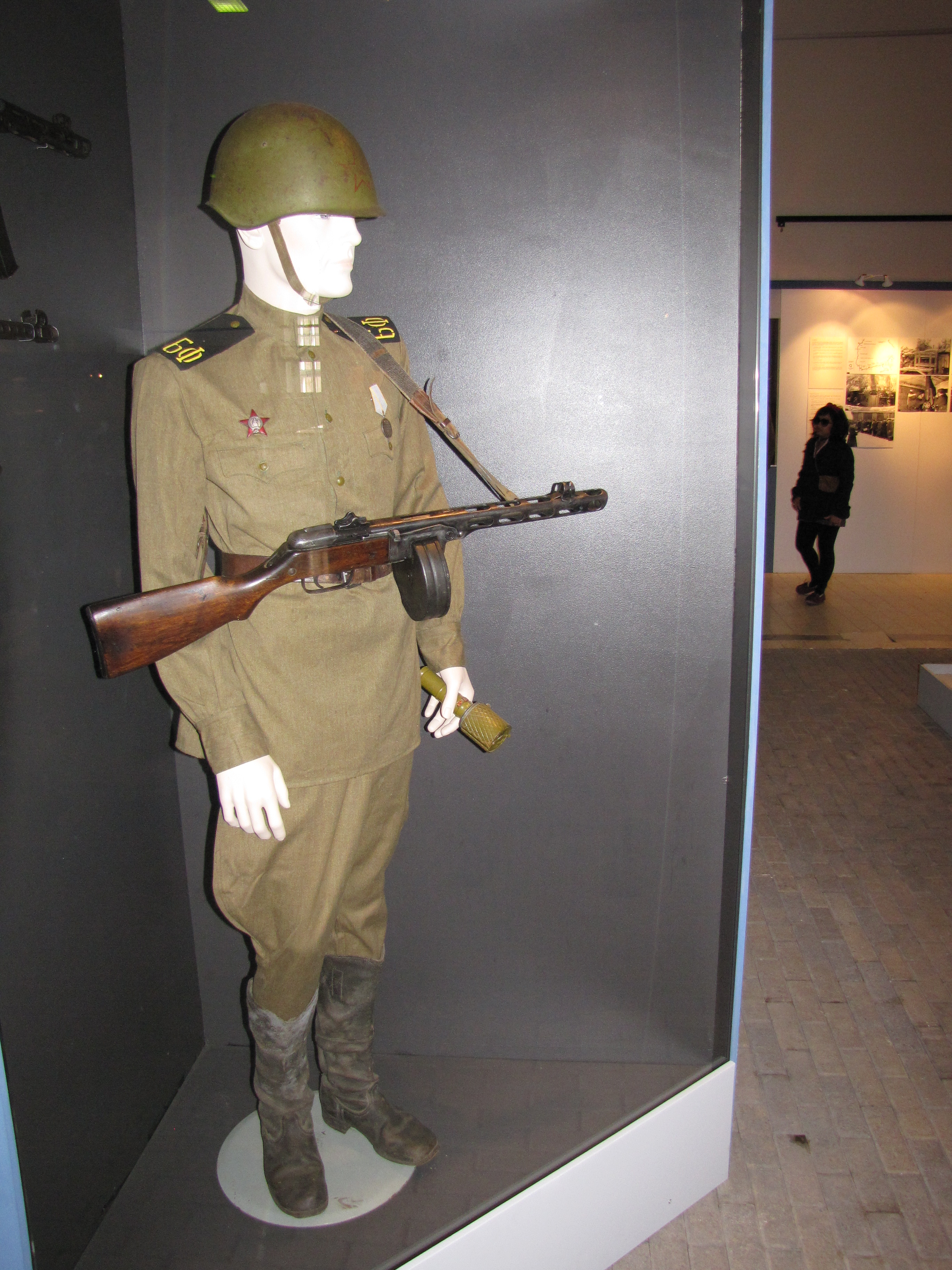
Гимнастёрка военнослужащего морской пехоты ВМФ СССР 1943 года
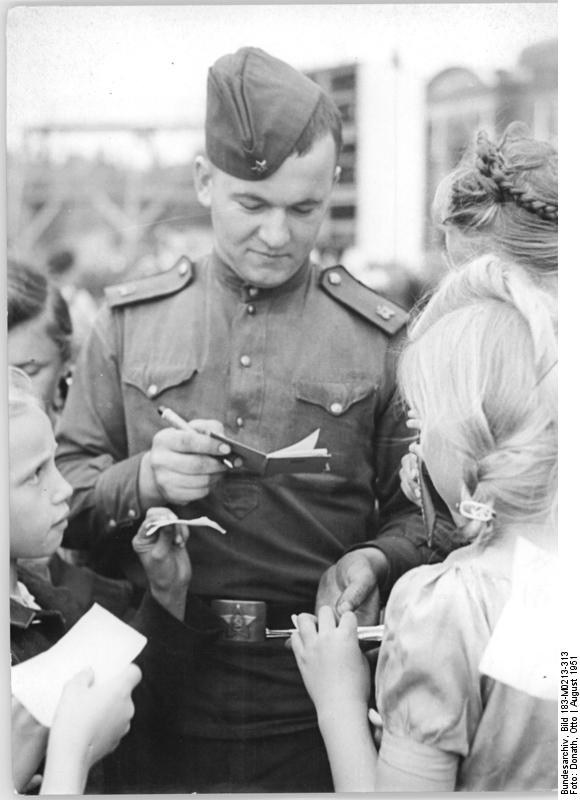
Автограф советского солдата, в пилотке и гимнастёрке, на память немецким девочкам, Берлин, 1951 год